# Libuše Průšová
Libuše Průšová (Valašské Meziříčí, 13 luglio 1979) è un'ex tennista ceca.

## Carriera
In carriera ha raggiunto una finale di doppio all'Orange Prokom Open nel 2003. Nei tornei del Grande Slam ha ottenuto il suo miglior risultato raggiungendo le semifinali di doppio agli Australian Open nel 2004, in coppia con l'estone Maret Ani.

## Statistiche

### Doppio

#### Finali perse (1)
| Numero | Anno          | Torneo                    | Superficie  | Compagna  | Avversarie in finale              | Punteggio |
| 1.     | 2 agosto 2003 | Orange Prokom Open, Sopot | Terra rossa | Maret Ani | Tetjana Perebyjnis Silvija Talaja | 4-6, 2-6  |

### Risultati in progressione
| Sigla | Risultato               |
| ----- | ----------------------- |
| V     | Vincitore               |
| F     | Finalista               |
| SF    | Semifinalista           |
| O     | Oro olimpico            |
| A     | Argento olimpico        |
| SF    | Bronzo olimpico         |
| QF    | Quarti di Finale        |
| 4T    | Quarto turno            |
| 3T    | Terzo turno             |
| 2T    | Secondo turno           |
| 1T    | Primo turno             |
| RR    | Round Robin             |
| LQ    | Turno di qualificazione |
| A     | Assente                 |
| ND    | Non disputato           |

| Legenda superfici    |
| -------------------- |
| Cemento              |
| Terra battuta        |
| Erba                 |
| Superficie variabile |

#### Singolare nei tornei del Grande Slam
| Torneo          | 2003 | 2004 | 2005 | 2006 |
| --------------- | ---- | ---- | ---- | ---- |
| Australian Open | 1T   | 1T   | A    | A    |
| Open di Francia | 1T   | A    | 1T   | A    |
| Wimbledon       | A    | A    | A    | A    |
| US Open         | A    | A    | A    | A    |

#### Doppio nei tornei del Grande Slam
| Torneo          | 2003 | 2004 | 2005 | 2006 |
| --------------- | ---- | ---- | ---- | ---- |
| Australian Open | A    | SF   | 1T   | A    |
| Open di Francia | A    | 1T   | A    | A    |
| Wimbledon       | A    | 1T   | A    | A    |
| US Open         | A    | 1T   | A    | A    |

#### Doppio misto nei tornei del Grande Slam
| Torneo          | 2003 | 2004 | 2005 | 2006 |
| --------------- | ---- | ---- | ---- | ---- |
| Australian Open | A    | A    | A    | A    |
| Open di Francia | A    | A    | A    | A    |
| Wimbledon       | A    | 1T   | A    | A    |
| US Open         | A    | A    | A    | A    |